# Hiiumaa
Hiiumaa là hòn đảo lớn thứ hai (989 km²) của Estonia. Đảo nằm trên biển Baltic, phía bắc của đảo Saaremaa và là một phần của quần đảo Tây Estonia. Đô thị lớn nhất trên đảo là Kärdla.

## Tên gọi
Hiiumaa là hòn đảo chính của quận Hiiu, được gọi là Hiiumaa hay Hiiu maakond trong tiếng Estonia. Tên tiếng Thụy Điển và tiếng Đức của đảo là Dagö, Dagø trong tiếng Đan Mạch — một cách dịch phòng theo tên tiếng Phần Lan cổ của đảo là Päivänsalo (đảo ban ngày); tương ứng với Ösel (Yösalo – đảo ban đêm) của Saaremaa. Trong tiếng Phần Lan hiện đại, tên của đảo là Hiidenmaa, có nghĩa đảo của hiisi. Trong tiếng Gotland cổ, tên của đảo là Dagaiþ (eo đất ban ngày), là khởi nguồn của tên đảo trong các ngôn ngữ Bắc German "Daë".

## Lịch sử
Bằng chứng khảo cổ cho thấy các điểm định cư đầu tiên của con người tại Hiiumaa là từ thế kỷ thứ 4 TCN. Tài liệu ghi chép đầu tiên về hòn đảo Dageida là trong các biên niên sử đương thời vào năm 1228, tại thời điểm mà Hiiumaa, cùng với phần còn lại của Estonia, bị những kẻ viễn chinh German chinh phục. Năm 1254, Hiiumaa bị phân chia giữa Tư giáo lĩnh Ösel-Wiek và nhánh Livonia của Hiệp sĩ Teuton, những người cũng một phần đóng vai trò là đại diện cho Liên minh Hanse.
Hòn đảo là một phần của Estonia thuộc Thụy Điển từ năm 1563 đến 1721, sau đó đảo về tay đế quốc Nga với vị thế là một phần của tỉnh Estonia, mặc dù vậy, dân cư người Thụy Điển của Dagö vẫn giữ được hầu hết các đặc quyền của họ. Hầu hết những người di cư nói tiếng Thụy Điển trên đảo đã bị "Estonia hóa" vào thời kỳ đế quốc Nga cai trị, mặc dù một thiếu số nhỏ vẫn tồn tại cho đến nay. Người Thụy Điển Estonia cũng được gọi là "aibofolke" (nghĩa là dân đảo tỏng tiếng Thụy Điển) hay "rannarootslased" (nghĩa là người Thụy Điển duyên hải trong tiếng Estonia).
Hiiumaa bị quân đội Đế quốc Đức chiếm đóng trong Chiến tranh thế giới lần thứ nhất, trong Chiến dịch Albion. Sau chiến tranh, đảo trở thành một phần của nước Estonia độc lập. Đảo bị Liên Xô thôn tính vào năm 1940, sau đó là Đức Quốc xã vào năm 1941, và quân Liên Xô vào năm 1944. Đảo sau đó là một phần của nước Cộng hòa Xã hội chủ nghĩa Xô viết Estonia cho đến khi Liên Xô sụp đổ vào năm 1991. Dưới thới Xô viết, Hiiumaa được tuyên bố là một khu vực bị hạn chế, khép kín đối với người nước ngoài và với hầu hết người Estonia tại đất liền. Từ năm 1991, đảo trở thành một phần của nước Estonia độc lập.

## Hình ảnh

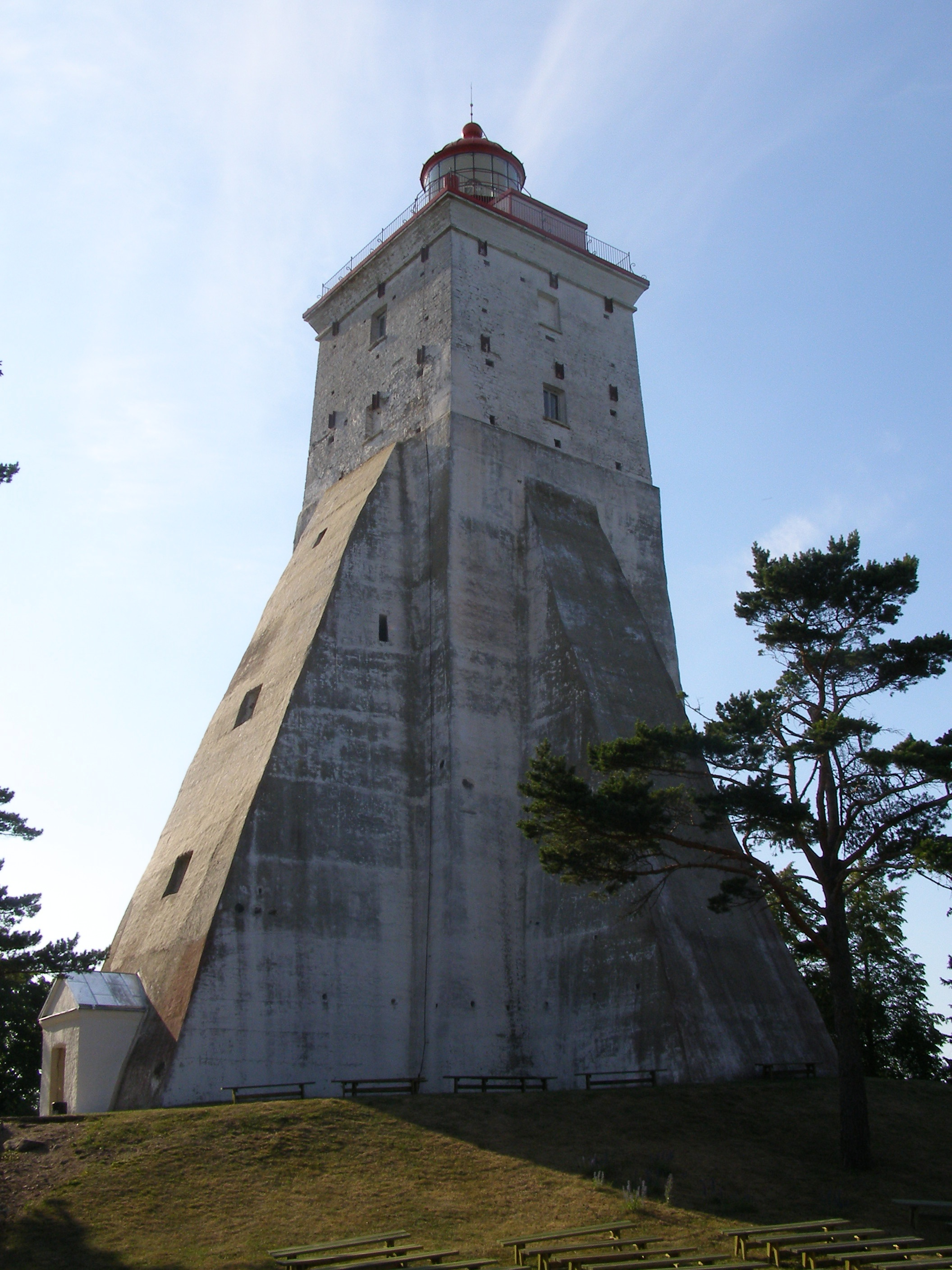
Hải đăng Kõpu
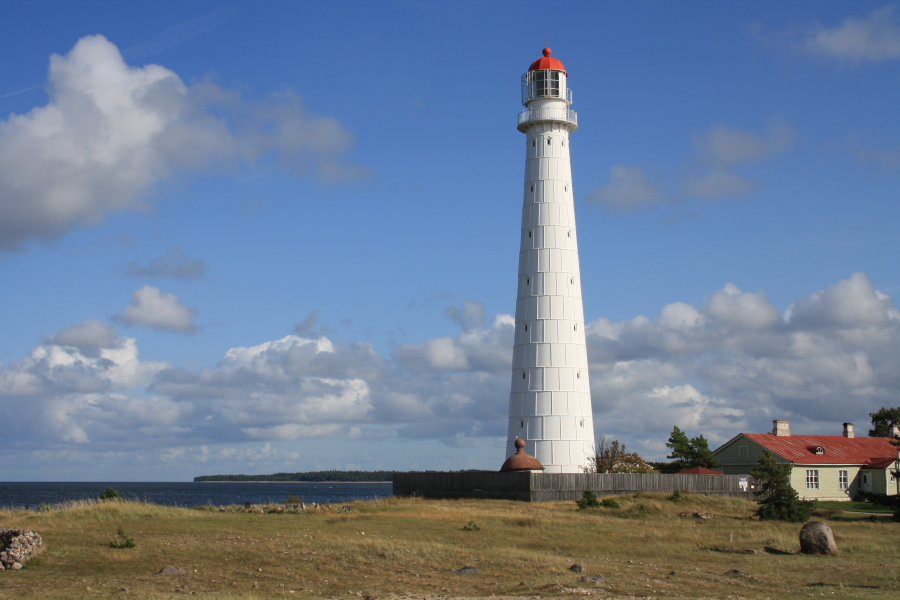
Hải đăng Tahkuna
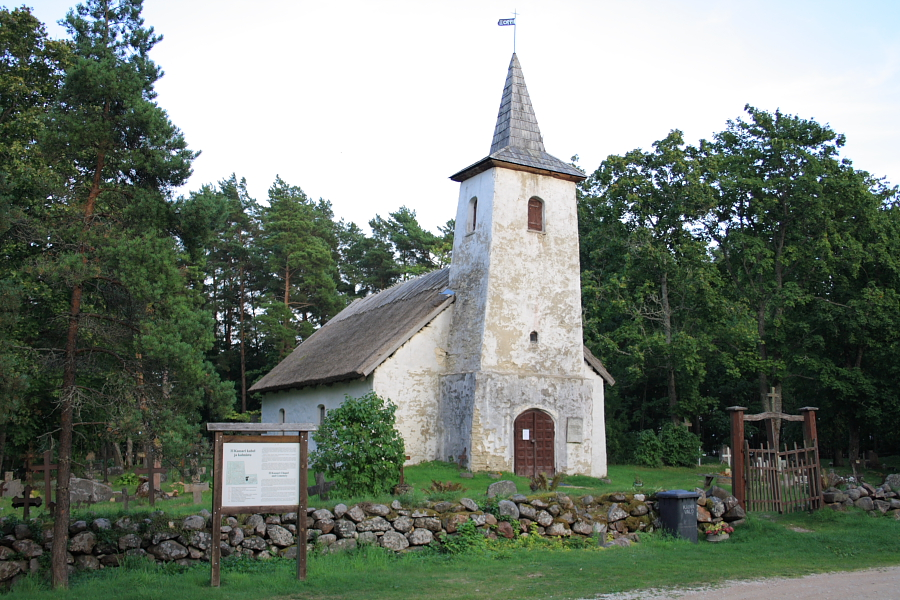
Nhà thờ Kassari
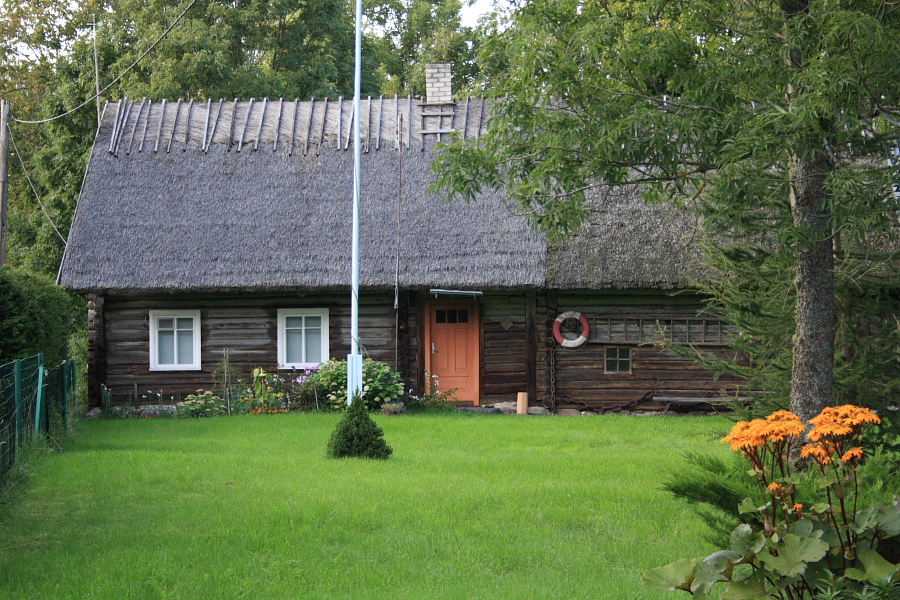
Trang trại cũ
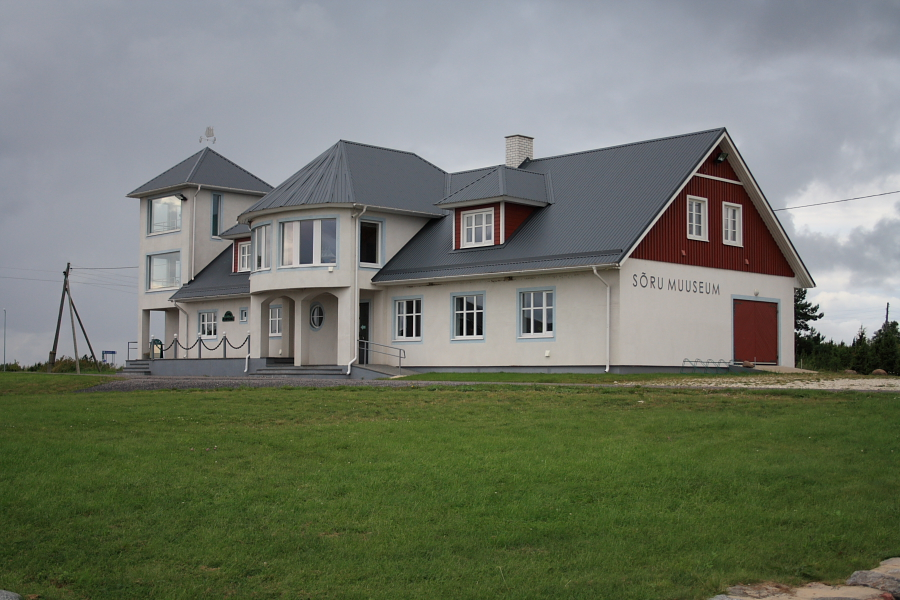
Bảo tàng Sõru